# (35754) 1999 GN50
1999 GN50 (asteroide 35754) é um asteroide da cintura principal. Possui uma excentricidade de 0.17974260 e uma inclinação de 5.24497º.
Este asteroide foi descoberto no dia 10 de abril de 1999 por LONEOS em Anderson Mesa.